# Leucoloma imponens
Leucoloma imponens là một loài rêu trong họ Dicranaceae. Loài này được Mont. Dusén mô tả khoa học đầu tiên năm 1905.